# Maciste, der Held von Sparta
Maciste, der Held von Sparta (Originaltitel: Maciste, gladiatore di Sparta) ist ein italienischer Abenteuerfilm um den mythologischen Helden Maciste, den Mario Caiano 1964 inszenierte. Deutsche Erstaufführung war am 30. November 1965.

## Inhalt
Maciste ist Gladiator in Diensten des römischen Kaisers und ist dabei an Stärke allen überlegen. Die schöne Römerin Olympia will ihn verführen, was deren Verehrer, Zefatius, rasend macht. Maciste jedoch liebt die Christin Livia. Zefatius, Vertrauter des Kaisers Vitellus, betrügt und intrigiert nach Herzenslust, da er selbst Kaiser werden will und die Christen auf den Tod hasst. Livia wird gefangen genommen. Maciste jedoch ist auf deren Seite und hilft ihnen bei ihrem letztlich erfolgreichen Freiheitskampf, unter anderem durch einen Kampf in der Arena gegen einen Riesenaffen.

## Kritik
Die Kritiker waren sich in ihrer Meinung einig:
„Übliches Fantasiegeschichtsbild, das mit seltsamen Vorstellungen über das Urchristentum aufwartet.“ – Lexikon des internationalen Films
„Altbekanntes aus der römischen Arena.“ – Cinema
„eine reine Abfolge von zahllosen Klischees, Kindereien und Unwahrscheinlichkeiten“ – Segnalazione Cinematografiche
Der Evangelische Film-Beobachter hält zwar auch nicht viel von dem Streifen, urteilt aber im Großen und Ganzen etwas milder: „Dieser […] Film […] ist trotz Schema F und Primitivität des Handwerklichen einer von den sympathischeren Filmen der nicht endenwollenden Maciste-Serie.“

## Bemerkungen
- Der Film, der in Italien 217 Mio. Lire einspielte,[5] ist auf DVD erschienen.
- Ein Alternativtitel ist Kampf der Höllenhunde. In den USA lief der Film als The terror of Rome against the Son of Hercules, und Maciste wurde zu Poseidon.[6]